# Сахалтуев, Радна Филиппович
Радна́ Фили́ппович Сахалту́ев (род. 15 мая 1935, Улан-Удэ, Бурят-Монгольская АССР) — советский и украинский художник, книжный график, карикатурист, постановщик мультипликационных фильмов, один из создателей современной украинской мультипликации. Заслуженный художник Украинской ССР (1988), Народный художник Украины (2008), член Национального союза художников Украины и Национального союза кинематографистов Украины.

## Биография
Родился в бурятской семье. Дед по материнской линии Андрей Тимофеевич Трубачеев  до революции окончил Томский мединститут по специальности дерматолог-венеролог, работал в Иркутске, где имел свой дом и жил с семьёй. Был первым наркомом здравоохранения Бурятии, заслуженным врачом РСФСР, награждён двумя орденами. Дед познакомил Радну с художником Цыренжапом Сампиловым, оказавшим большое влияние на будущего мультипликатора.
Отец, Филипп Михайлович Сахалтуев, получил образование в Московской сельхозакадемии имени К. А. Тимирязева, работал зоотехником в заповеднике Аскания-Нова, на станции Иро. В 1921 году был мобилизован в ряды Азиатской конной дивизии барона Унгерна. В 1937 году арестован по 58-й статье УК РСФСР за «контрреволюционную деятельность», в 1938 году умер в тюрьме.
Мать, Ирина Андреевна Трубачеева, преподаватель русского языка и литературы, получила образование в ленинградском Институте народов Севера. После ареста мужа бедствовала, не имея возможности работать по специальности, преподавала в школе при стеклозаводе, позднее в улан-удэнской женской школе № 3.
В детстве Радна брал уроки рисования у бурятского художника Романа Мэрдыгеева. По окончании школы полтора года проучился в Московском педагогическом училище на художественно-графическом отделении и, не окончив его, вернулся в Улан-Удэ.
В 1955 году поступил на художественный факультет московского Института кинематографии (ВГИК) (группа рисованного кино), где его преподавателями были режиссёр, художник, сценарист Иван Иванов-Вано, художник-график Богородский (заведующий кафедрой рисунка и живописи), художник-мультипликатор Анатолий Сазонов, живописец, сценограф и художник-график Юрий Пименов. После окончания института в 1961 году по распределению поехал в Киев, где поступил на работу ассистентом художника-постановщика в отделение мультипликации студии «Киевнаучфильм». С 1969 года выступал в творческом тандеме с режиссёром Давидом Черкасским. Как художник-постановщик создал ряд мультипликационных фильмов, получивших всесоюзную и международную известность, в том числе «Приключения капитана Врунгеля» (1976—1979), «Доктор Айболит» (1984—1985), «Остров сокровищ» (1987—1988). Сотрудничал со студией «Союзмультфильм».
В 1970—1980-е годы — один из ведущих художников украинского сатирико-юмористического журнала «Перець». Принимает участие в иллюстрировании детского журнала «Познайка».
Иллюстрировал книги издательств «Веселка», «Молодь», «Ранок», «Розумна дитина», «Свенас», «Телерадиокурьер», «Фолио» (Украина), «Самовар», «Эксмо» (Россия). Работал в телевизионной рекламе.
Старший сын Адриан (Андрей) (род. 1972) — украинский художник-мультипликатор, режиссёр. Младший сын Алексей — киновед. Дочь Ирина — дизайнер.

## Фильмография

### Художник-постановщик
- 1961 — «Дракон» (по мотивам бирманской сказки; дипломная работа)
- 1963 — «Весёлый художник[укр.]»
- 1964 — «Тайна чёрного короля»
- 1966 — «Буквы из ящика радиста» (совместно с Владимиром Поповым)
- 1967 — «Колумб причаливает к берегу»
- 1967 — «Легенда о пламенном сердце» (совместно с Генрихом Уманским, Адольфом Педаном и Александром Мартинцом)
- 1968 — «Пугало[укр.]»
- 1968 — «Сказка про лунный свет[укр.]» (совместно с Генрихом Уманским)
- 1969 — «Крымская легенда[укр.]» (совместно с Генрихом Уманским)
- 1969 — «Мистерия-буфф» (совместно с Иваном Будзом)
- 1970 — «Короткие истории»
- 1971 — «Волшебник Ох»
- 1971 — «Моя хата с краю»
- 1972 — «Вокруг света поневоле»
- 1973 — «Зайчишка заблудился»
- 1976—1979 — «Приключения капитана Врунгеля»
- 1977 — «Тяп-ляп („Фитиль“ № 176)»
- 1981 — «Семейный марафон[укр.]»
- 1981 — «Каиновы слёзы»
- 1982 — «Опасный приём („Фитиль“ № 236)»
- 1982 — «Свадьба Свички[укр.]»
- 1983 — «Крылья»
- 1984—1985 — «Доктор Айболит»
- 1986—1988 — «Остров сокровищ»
- 1992 — Безумные макароны, или Ошибка профессора Бугенсберга[4] (совместно с Анатолием Мамонтовым; не закончен)

### Художник-мультипликатор
- 1995 — «Возвращение на остров сокровищ» (англ. Return to Treasure Island, Украина — США)
- 1995 — «Как казаки в хоккей играли»

### Художник
- 1974 — «Прощайте, фараоны!» (художественный фильм, комедия)
- 1977 — «Приглашение на танец» (художественный фильм)
- 2006 — «Опасно свободный человек» (документальный фильм)

### Диафильмы
- 1980 — «Бармалей»[5]
- 1988 — «Холодное сердце» (в двух частях)[6][7]
- 1989 — «Как Непоседа себе дело искал»[8]
- 1989 — «Массаро Правда»[9]
- 1989 — «Почему у ласточки хвост рожками»[10]

## Иллюстратор книг
- 1979 — «Хитрий Байбурак» (укр.)
- 1980 — «Все — як насправді» (укр.)
- 1980 — «Десять міст» (укр.)
- 1981 — «Господар у домі» (укр.)
- 1983 — Прудник М. В. Дорогоцінна гуля / іл. Р. [Ф.] Сахалтуєва. — Киев : Радянська Україна, 1983. — 64 с. : іл. — (Бібліотека «Перця» ; № 277).
- 1983 — «Колиска на орбіті» (укр.)
- 1985 — «Котилася горошина» (укр.)
- 1988 — «Кубинські народні казки» (укр.)
- 1989 — «Зимівля звірів» (укр.)
- 1990 — «Зайчишка заблудился»
- 1991 — «Калейдоскоп жартів» (укр.)
- 1994 — «Остров сокровищ» (книга-раскраска по мотивам одноимённого мультфильма, совместно с В. Гончаровым)
- 2004 — «Мэри Поппинс»
- 2006 — «Теперь я буду любить тебя»
- 2007 — «Некамасутра»
- 2008 — «Книга о вкусной и здоровой…»
- 2009 — «Аморальный кодекс»
- 2009 — «Остров сокровищ»
- 2009 — «Приключения капитана Врунгеля»
- 2010 — «Робинзон Крузо»
- 2011 — «Бабология»
- 2011 — «Алтан-хайша — золотые ножницы»
- 2015 — «Кентервильское привидение»
- 2017 — «Правдива історія Адмірала Брехунеля» (совместно с М. Александровым) (укр.)

## Признание и награды

### Призы
- 1968 — Премия зонального просмотра за лучший фильм для юношества за мультфильм «Легенда о пламенном сердце», Ереван
- 1987 — «Остров сокровищ. Карта капитана Флинта»

Большой приз Всесоюзного фестиваля телефильмов, Минск
1-й Приз международного фестиваля телефильмов, Чехословакия
- 1989 — «Остров сокровищ. Сокровища капитана Флинта»

Приз «За лучший полнометражный фильм», 1-й всесоюзный фестиваль мультипликационного кино, Киев
1-й приз международного фестиваля телефильмов, Чехословакия

### Звания
- 1988 — Заслуженный художник Украинской ССР
- 2008 — Народный художник Украины («За значительный личный вклад в развитие национального киноискусства, весомые достижения в профессиональной деятельности, многолетний плодотворный труд и по случаю Дня украинского кино»[11])